# Cryptolepis dubia
Cryptolepis dubia là một loài thực vật có hoa trong họ La bố ma. Loài này được (Burm.f.) M.R.Almeida mô tả khoa học đầu tiên năm 2001. Loài này có thể được tìm thấy ở khu vực Nam Á và Đông Nam Á, cũng như vùng phía nam Trung Quốc.

## Hình ảnh

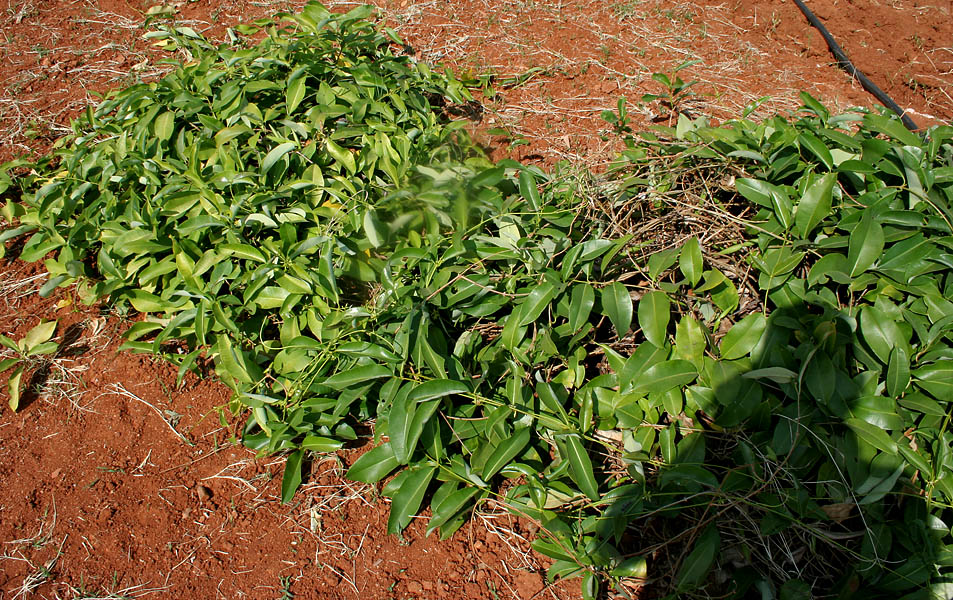
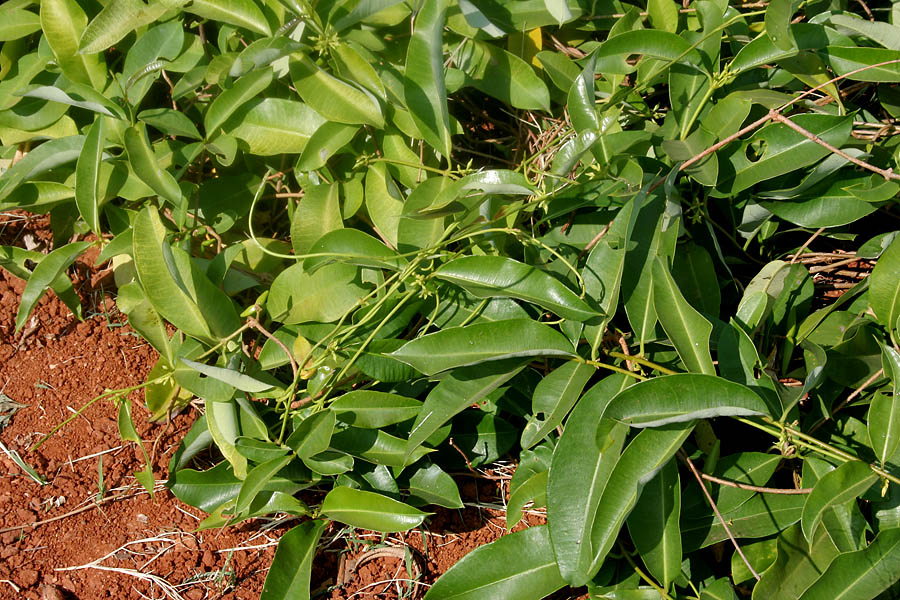
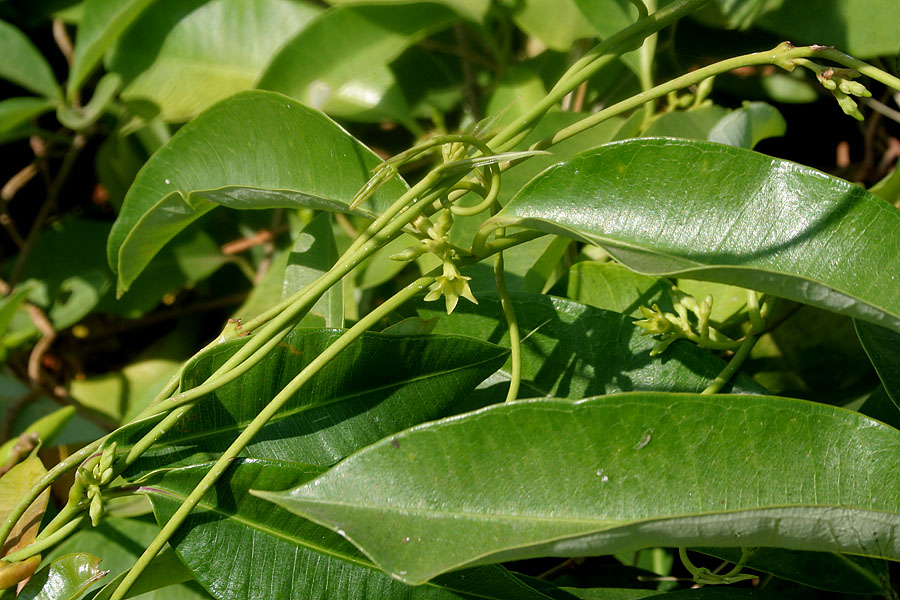
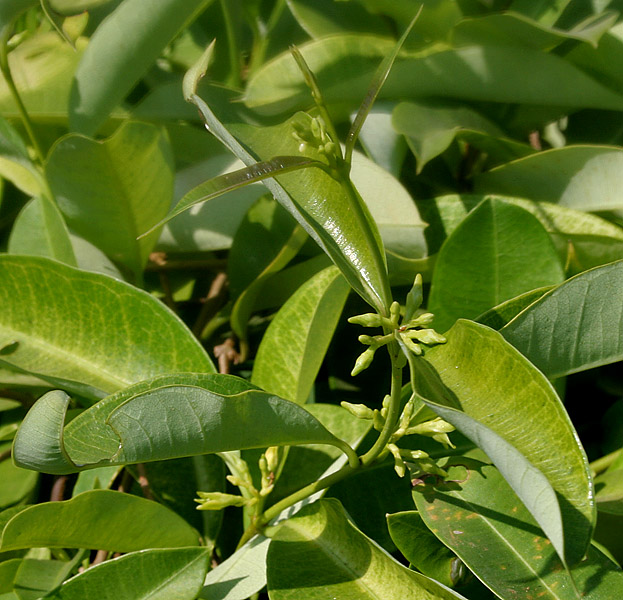